# 悔改者
悔改者（義大利語：pentito，發音：[penˈtiːto]，复数形式为），官方称呼为司法合作者（義大利語：collaboratore di giustizia），是意大利刑事訴訟的一个术语，指选择与检方合作的前犯罪组织成员。
“悔改者”这一司法类别于20世纪70年代设立，目的是打击“铅色年代”的暴力和恐怖主义。在多瑪索·布西達于巴勒莫大审判中作证之后，该术语越来越多地用于指那些与检方合作的意大利前犯罪组织成员。